# (7958) Leakey
(7958) Leakey  es un asteroide perteneciente al cinturón de asteroides, descubierto el 5 de junio de 1994 por Carolyn Shoemaker y Eugene Shoemaker desde el Observatorio Palomar, en Estados Unidos.

## Designación y nombre
Leakey se designó inicialmente como 1994 LE3.
Más adelante fue nombrado en honor de los antropólogos británicos Mary Leakey (1913-1996), Louis Leakey  (1903-1972) y Richard Leakey  (n. 1944).

## Características orbitales
Leakey orbita a una distancia media del Sol de 1,8774 ua, pudiendo acercarse hasta 1,7333 ua y alejarse hasta 2,0214 ua. Tiene una excentricidad de 0,0767 y una inclinación orbital de 21,9727° grados. Emplea en completar una órbita alrededor del Sol 939 días.

## Características físicas
Su magnitud absoluta es 14,3. Tiene 2,941 km de diámetro. Su albedo se estima en 0,468. El valor de su periodo de rotación es de 2,34843 h.